# ソルマック
『ソルマック』は、大鵬薬品工業が販売する内服液型の胃腸薬である。

## 歴史
- 1979年に販売開始。当初の商品ラベルは群青色を基調とし、パッケージには配合している生薬のイラストが描かれていた。

## コマーシャル
- 発売開始当初は、三波伸介が初代テレビCM主演起用され、配合生薬を説明するなど正統派の内容であった。

- その当時キャッチコピーは「スカーッと満点パパ」である。

- しかし、三波は1982年12月に急逝。

- 代わって俳優・タレントの渡辺文雄が後を引き継いだ。渡辺の時期では追うごとにコンセプトが変化していった。

- 当初は渡辺を前面に出していたが、やがて二日酔いなどに浸っているサラリーマンをメインとし、渡辺はCM後半に出てきて商品を説明するという役回りに。

- 1986年ごろからは、「飲みすぎシール」が登場（イラストはなんきん）。CMの中で呑み過ぎてる人の顔に貼り付ける演出が効果的に用いられた。

- 1989年に第二弾として、「七ぐせシール」も登場（イラストは吉田戦車）。松尾貴史がCMの中で7役に扮し、それぞれの状況をシールのイラストに照らし合わせていた。

- その後は1990年頃、おやじGALSのシングル「今夜はオ・イェー!」と、1991年からは刑事ドラマ的展開に意味もなく虚無僧が出てくる「ソルマックが、行く」CM作品シリーズ枠、1992年から1993年までにルー大柴・佐野啓子「覚えてないんです」のプロモがあったが、ここでも渡辺はラストにのみ出ていた。

- 1993年11月、11年間主演した渡辺の降板後、細川たかしの「人生希望と辛抱だ」に乗せて大地康雄が、扮する中年サラリーマンの喜怒哀楽を描いた路線に移った。ここでのキャッチコピーは「二日酔いにも耐えてきた」。

- 21世紀に入ってからは、『ど根性ガエル』や『釣りバカ日誌』といった、既成のアニメキャラクターをメインにしたCMが製作された。

## 商品ラインナップ
ソルマック
1979年に発売された生薬製剤、シリーズの代表格。
ソルマック・ペイン
1982年発売。シリーズではめずらしい顆粒薬。
ソルマックS
1988年発売。
ソルマックS胃腸液
2002年発売。
ソルマックプラス
それまでの「ソルマック」にウコンをプラス配合した。
ソルマック胃腸液プラス
現在のシリーズの代表格。
ソルマックゴールド胃腸液
現在のシリーズの代表格。
ソルマックEX2
現在のシリーズの代表格。